# Potentilla delphinensis
Potentilla delphinensis är en rosväxtart som beskrevs av Jean Charles Marie Grenier och Godron. Potentilla delphinensis ingår i Fingerörtssläktet som ingår i familjen rosväxter. IUCN kategoriserar arten globalt som sårbar. Inga underarter finns listade i Catalogue of Life.

## Bildgalleri

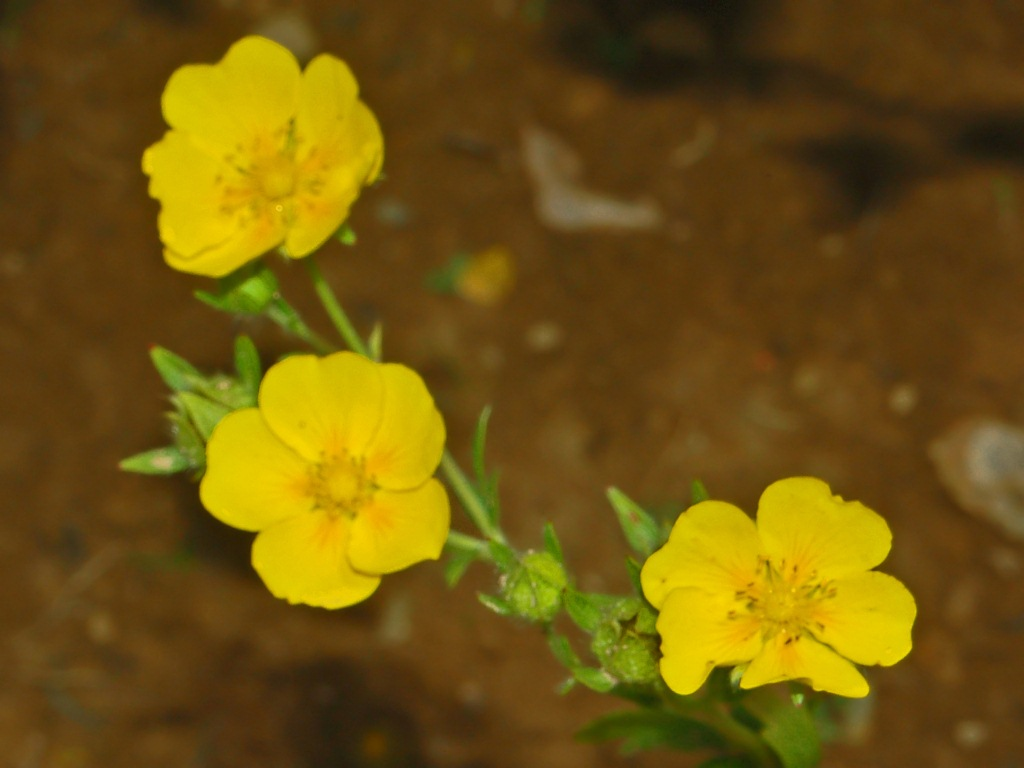
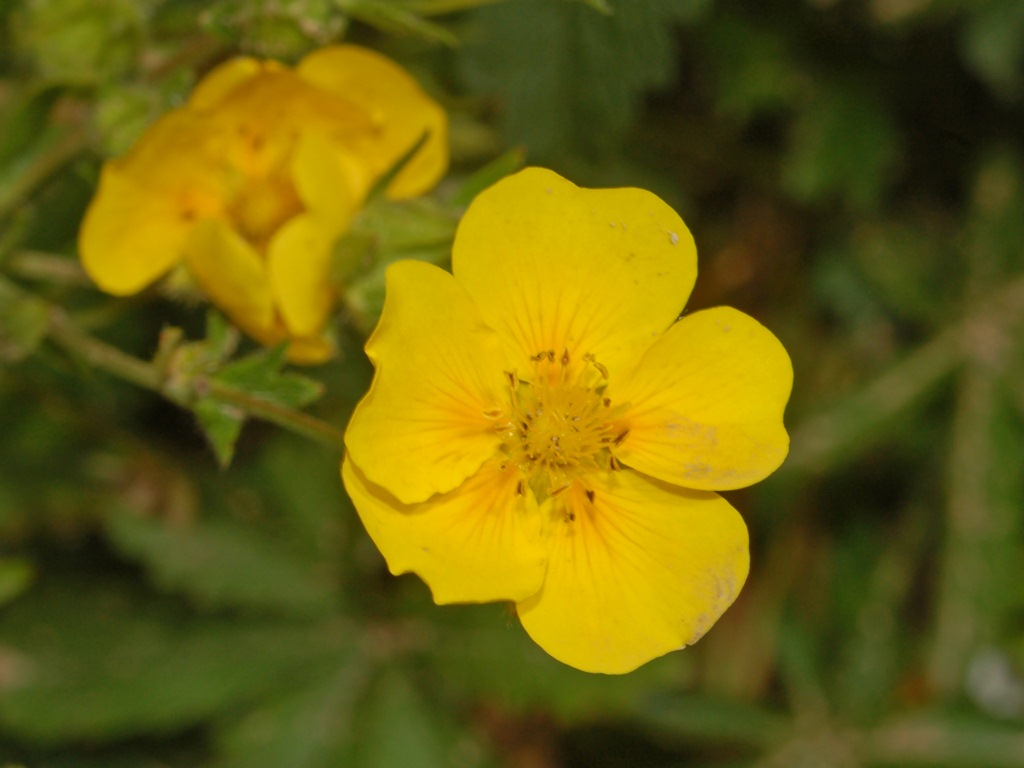
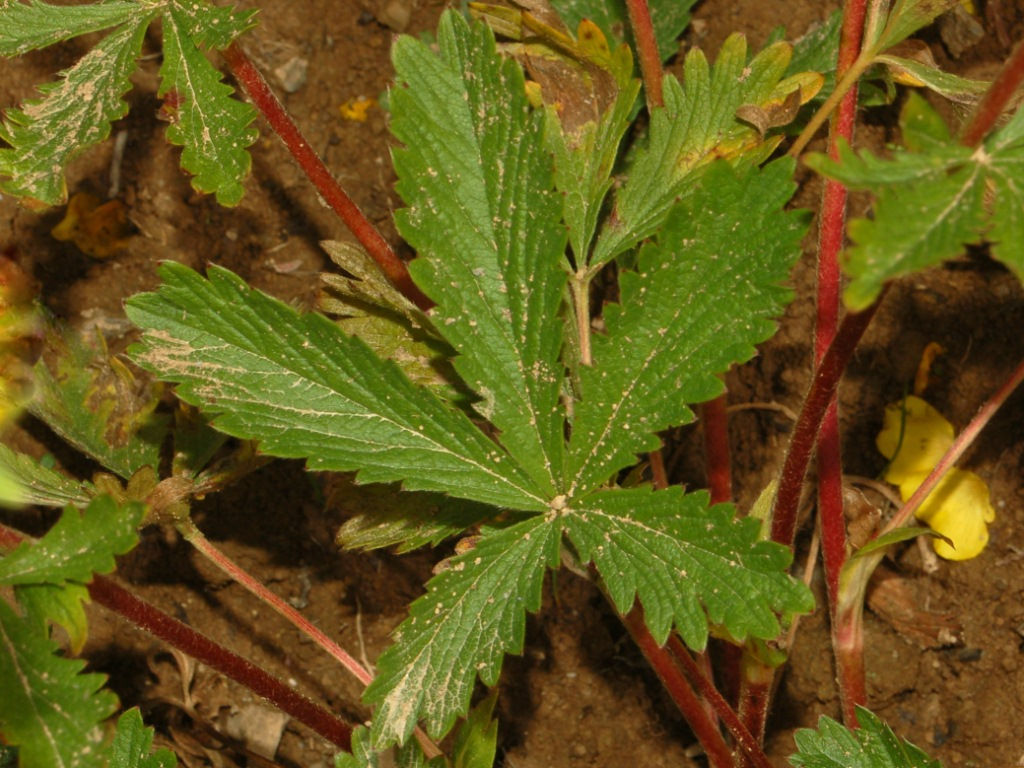